# Colangiografía
Estudio radiológico de la vía biliar.Es un procedimiento que permite examinar los conductos pancreáticos y de la bilis.
Hay dos técnicas para su realización:
- Colangiopancreatografía Retrógrada Endoscópica (CPRE): Se introduce un endoscopio por la boca, se localiza el ámpula de Vater y se inyecta medio de contraste. Es realizada por un gastroenterólogo.

- Colangiografía Percutánea: Se punciona el hígado a través de la piel y se inyecta medio de contraste hasta lograr inyectar la vía biliar.  Tiene más complicaciones y está cayendo en desuso y sustituido por la CPRE.  Aún conserva sus aplicaciones específicas.  Es realizada por un radiólogo.
- Colangiopancreatografía por Resonancia Magnética (CPRM): Se utiliza un Resonador Magnético Nuclear (RMN) como método de obtención de imágenes. Tiene la ventaja de no necesitar inyección de contraste en las vías biliares.

Razones por las que se realiza el examen
Este examen puede ayudar a diagnosticar la causa de un bloqueo de las vías biliares.
La bilis es un líquido secretado por el hígado que contiene colesterol, sales biliares y productos de desecho. Las sales biliares le ayudan al cuerpo descomponer (digerir) las grasas. Un bloqueo de las vías biliares puede llevar a hinchazón de la vesícula biliar o del páncreas.
Estos resultados de este examen pueden ayudarle al médico a planear tratamientos para un bloqueo de las vías biliares. Por ejemplo, puede ayudar a determinar dónde se puede colocar un tubo de drenaje o un stent (endoprótesis vascular).
- Datos: Q5104282
- Multimedia: Cholangiography / Q5104282